# بری بتس
بری بتس (انگلیسی: Barrie Betts; ۱۸ سپتامبر ۱۹۳۲ – ۱۷ نوامبر ۲۰۱۸) بازیکن فوتبال اهل بریتانیا بود.
از باشگاه‌هایی که در آن بازی کرده‌است می‌توان به باشگاه فوتبال بارنزلی، باشگاه فوتبال استوک‌پورت کانتی، باشگاه فوتبال منچستر سیتی، و باشگاه فوتبال اسکانتورپ یونایتد اشاره کرد.